# Breaking Benjamin
Breaking Benjamin és un grup de Música Rock dels Estats Units de Pennsilvània, actualment els membres són Benjamin Burnley i Chad Szeliga.
La Banda ha tret quatre àlbums i un àlbum de grans èxits, i ja han venut més de sis milions de còpies solament als Estats Units. La banda es va prendre un descans indefinit per la malaltia i incapacitats recurrents de Burnley a per fer el Tour a mitjans de 2010. Altres complicacions es van presentar a l'agost de 2011, quan Marc Klepaski i Aaron Fink van ser fets fora de la banda. El 19 d'abril de 2013, la banda va anunciar finalment que el plet entre Burnley i els antics membres per fi hàvia acabat i que la banda continuarà amb el seu treball.

## Història

### Formació (1998–2001)
El 1998, Burnley, el guitarrista Aaron Fink, Nick Hoover i Chris LightCap van formar Breaking Benjamin. Burnley més tard es va tLa Banda ha tret quatre àlbums i un àlbum de grans èxits, i ja han venut més de sis milions de còpies solament als Estats Units. La banda es va prendre un descans indefinit per la malaltia es van presentar a l'agost de 2011, quan Marc Klepaski i Aaron Fink van ser fets fora de la banda. El 19 d'abril de 2013, la banda va anunciar finalment que el plet entre Burnley i El 1998, Burnley, el guitarrista Aaron Fink, Nick Hoover i Chris LightCap van formar Breaking Benjamin. Burnley més tard es va aslladar a Califòrnia per experimentar musicalment. Quan va tornar a Pennsylvania, va començar un grup anomenat "Pla 9", tocant la guitarra i cantant jraslladar a Califòrnia per experimentar musicalment. Quan va tornar a Pennsylvania, va començar un grup anomenat "Pla 9", tocant la guitarra i cantant juntament amb el bateria Jeremy Hummel i el baixista Jason Davoli, originalment la banda anava a ser de tres Integrants (Benjamin Burnley a La Veu i guitarra, Jeremy Hummel a La Bateria i Jason Davoli en el baix). Pla 9 obria els Concerts de la banda Lifer. Durant un concert Burnley, VA DIR: "Gràcies, som Breaking Benjamin", i així va recuperar el Nom en 1998.
Abans de la banda, Benjamin feia covers de [Nirvana] en un club, i un cop accidentalment va trencar el microfon, aleshores l'amo del local li va dir : "Thanks for breaking my microphone Benjamin". I d'aquí és d'on ve el nom.

### Saturate(2002–2003)
Breaking Benjamin va signar amb Hollywood Records a principis de 2002 després de l'èxit del seu EP (Breaking Benjamin EP), que va vendre totes les 2.000 còpies que van ser fabricades. La banda va fer el seu debut en la música amb el seu àlbum Saturate llançat el 27 d'agost de 2002. Aquest va arribar al número 2 en la taula Top Heatseekers i al 136 en la taula Top 200.
El seu primer single, " Polyamorous", va rebre una crítica de ràdio moderada, però no van aconseguir arribar a un públic més gran. Tres versions d'un vídeo de "Polyamorous" van ser posats a la venda: un material purament d'acció en viu, una amb imatges del videojoc  Run Like Hell i un una variació de la segona, però amb el funcionament com escenes de l'infern substituïdes per escenes de persones en actes sexuals. Aquesta cançó va ser inclosa en el joc Smackdown vs Raw i també va aparèixer a WWE Day of Reckoning.
El segon albúm va ser "Skin", que li va anar pitjor que "Polyamorous". Burnley va manifestar el seu menyspreu per la cançó durant les actuacions, i anima la gent a cantar, mentre la banda toca. El menyspreu és perquè Hollywood Records el va elegir com el single principal en lloc de l'opció de la banda, "Medicate".
Volien treure un cover de "Enjoy the Silence" igual que amb "Lady Bug" en les versions que arribarian a Espanya de Saturate. Però aquí mai va sortir la versió espanyola i la cançó va aparèixer en l'àlbum So Cold EP i la versió del Japó de We're not alone.
Wish I my surt als credits de la pel·lícula de terror de 2003 Wrong Turn.

### We Are Not Alone(2004–2005)
Breaking Benjamin va llançar el seu segon àlbum,  We are Not alone, el 29 de juny de 2004. Es va presentar la primera cançó " So Cold", que va aconseguir el lloc # 2 de la  United state Billboard Mainstream Rock charts. Dos vídeos van ser fets per "So Cold", un d'un vídeo promocional de la pel·lícula Hellboy "So Cold" va passar 37 setmanes en el Top 20 dels Billboard magazine Billboard.
També van ser Llançats Com a cançons de l'àlbum La cançó "Sooner or Later" i Una nova versió amb Tota la banda de " Rain", que més Tard que va substituir la Cançó original en les edicions posteriors de l'àlbum. Va ser Fet un video musical per a "Sooner or Later", ja que Va tenir una bona crítica en la Ràdio i així va aconseguir el segon lloc en les Llistes de Mainstream Rock. La cançó també es va tocar en directe a The Tonight Show with Jay Leno.
La cançons de "Rain", "Forget It" i "Follow" van ser co-escrites per The Smashing Pumpkins frontman Billy Corgan i Burnley durant més de sis dies al desembre de 2003. Burnley va declarar que estava inicialment nerviós per treballar amb Corgan, però més tard es va sentir còmode. Va cridar a l'experiència d'un dels millors moments de la seva carrera.
Jeremy Hummel no Va poder Tocar amb la banda des d'agost Fins a setembre de 2004 per El Naixement de seu fill, Per El Que sí que li va concedir Permís Per Què passes temps emb ell. En replacement Durant La seva Absència, la banda va seleccionar Kevin Soffera. Soffera apareix a Las Enregistraments de El Conan O'Brien mostrar i és The Carson Daly Mostra, Així Com en So Cold Tocant Les cançons "Breakdown "i"Away". A La seva tornada al setembre de 2004, el bateria i Membre Fundador Jeremy Hummel VA SER Acomiadat. Posteriorment, el 28 de setembre de 2005, Hummel Va presentar Una DEMANDA federal en contra dels RESTANTS Membres de Breaking Benjamin, afirmant que No sel va Pagar Per les cançons Que ELL va Ajudar Compondre. A la Demanda Hummel va demanar Més de $ 8 Milions de Dòlars en Danys i perjudicis. La notícia en si va conèixer oficialment el 25 d'octubre de 2006, afirmant Que Hummel no rep cap Pagament de la realizacion de We're not alone al qual va ser coautor. Després Que Kevin terme amb suspensió deures COM a substitució de Jeremy, la banda Va portar un Ben "BC" Vaught a la banda per a posar COM el seu bateria. BC va estar amb la banda Fins que van contractar a Txad Szeliga a Principis de 2005. La cançó "Firefly" VA SER Inclosa en el videojoc WWE Day of Reckoning de 2004.
La cançó "Blow Em Away" va ser originalment escrita per a l'exitós Joc Halo 2 durant una missió. El videojoc va ser tret a la venda el novembre de 2004, i més tard s'hi va incloure a la banda sonora Halo 2 Original Soundtrack Volume 1. La cançó també apareix a So Cold, que va ser llançat el 23 de novembre de 2004. We're not alone va aconseguir el platí a mitjans de 2005 el que porta a la banda a publicar l'Edició Platí, on s'hi va incloure la versió de 2005 de la cançó "Rain", a la qual toca tota la banda. La cançó "So Cold" pot ser escoltada en alguns videojocs de Jak II.

## Àlbums
- Saturate (2002)
- We Are Not Alone (2004)
- Phobia (2006)
- Dear Agony (2009)
- Dark Before Dawn (2015)
- Ember (2018)